# Ферберн (Џорџија)
Ферберн (Џорџија) (енгл. Fairburn) град је у америчкој савезној држави Џорџија. По попису становништва из 2010. у њему је живело 12.950 становника.

## Демографија
Према попису становништва из 2010. у граду је живело 12.950 становника, што је 7.486 (137,0%) становника више него 2000. године.
| Група             | 2000.         | 2010.         |
| Белци             | 2.055 (37,6%) | 1.986 (15,3%) |
| Афроамериканци    | 2.603 (47,6%) | 9.050 (69,9%) |
| Азијати           | 39 (0,7%)     | 222 (1,7%)    |
| Хиспаноамериканци | 711 (13,0%)   | 1.545 (11,9%) |
| Укупно            | 5.464         | 12.950        |